# Выборы в Координационный совет российской оппозиции
Выборы в Координационный совет российской оппозиции проходили 20-22 октября 2012 года. Координационный совет был избран на один год; планировалось провести новые выборы по истечении этого срока. Регистрация кандидатов и избирателей велась на сайте 'cvk2012.org'. В выборах приняло участие 81325 избирателей.
Выборы в КС были организованы после многократных массовых политических выступлений граждан России, начавшихся после выборов в Государственную думу VI созыва 4 декабря 2011 года, продолжавшихся во время кампании по выборам Президента России и после состоявшихся 4 марта 2012 года президентских выборов.
О создании Координационного совета было объявлено на втором «Марше миллионов» 12 июня 2012 года. Координационный совет был распущен в октябре 2013 года.

## Организация выборов
На выборах был избран совет, состоящий из 45 депутатов. При этом 30 из них были выбраны по общему списку, и ещё 15 — по «идеологическим квотам». Каждый избиратель получил на избирательном участке 4 бюллетеня: для общегражданской части списка, для голосования за представителей левых сил, для голосования за представителей либералов, для голосования за представителей националистов. В «большом» бюллетене избиратель имел право отметить не более 30 кандидатов, в бюллетенях «по идеологическим квотам» — не более 5. Иными словами, избиратель в совокупности обладал 45 голосами, которые распределял по своему усмотрению.
Выборы были организованы Центральным выборным комитетом. Председателем комитета был избран Леонид Волков. Три члена комитета были делегированы основными идеологическими течениями, входящими в оргкомитет протестных действий (левых представлял Александр Иванов, националистов — Елена Денежкина, либералов — Денис Юдин). Также в комитет вошли представители объединений, занимающихся наблюдением за выборами: заместитель исполнительного директора ассоциации ГОЛОС Григорий Мельконьянц, участник движения Сонар Василий Вайсенберг и активистка проекта «Гражданин наблюдатель» Юлия Дрогова. Кроме этого, в качестве экспертов в комитет были включены специалисты в области интернет-технологий Антон Носик и Илья Сегалович, основатель сайта голосований votepoller.com Валентин Преображенский, член правления Фонда развития электронной демократии Максим Осовский и член совета движения наблюдателей Сонар Ольга Фейгина.

## Участники
Всего было зарегистрировано 209 кандидатов. Регистрация была открыта до 15 сентября включительно. Всего было получено почти 300 заявок на регистрацию, причем половина из них поступила в последние два дня регистрации. Избирателям было предложено в разделе «Политический компас» дать ответы на 25 вопросов и сравнить их с ответами кандидатов в КС.

### Общегражданский список
| №   | Дата регистрации | Имя кандидата                                          | Деятельность |
| --- | ---------------- | ------------------------------------------------------ | --- |
| 1   | 14 сентября      | Аверьянов Иван Александрович                           | |
| 2   | 19 сентября      | Агишев Ирек Абдулхакович                               | Председатель Актамыра — образование на башкирском языке, помощник башкирского Совета аксакалов                         |
| 3   | 17 сентября      | Адагамов Рустем Ринатович                              | Автор блога drugoi.livejournal.com                                                                                     |
| 4   | 11 сентября      | Албуров Георгий Валентинович                           | Координатор проектов Добрая машина правды и РосВыборы, член оргкомитета партии «Народный Альянс»                       |
| 5   | 30 августа       | Александрова-Зорина Елизавета Борисовна                | Публицист, писатель |
| 6   | 26 августа       | Аникин Сергей Владимирович                             | Руководитель проекта, выпускник МГУ                                                                                    |
| 7   | 19 сентября      | Аншаков Михаил Геннадьевич                             | Председатель Общества защиты прав потребителей                                                                         |
| 8   | 5 сентября       | Ашурков Владимир Львович                               | Исполнительный директор «Фонда борьбы с коррупцией», член оргкомитета партии «Народный Альянс»                         |
| 9   | 17 сентября      | Бабченко Аркадий Аркадьевич                            | Военный корреспондент, гражданский активист, соорганизатор движения «За честную власть»                                |
| 9   | 21 сентября      | Бадыкова Фиалка Ахмадеевна                             | Врач, юрист, менеджер.                                                                                                 |
| 10  | 13 сентября      | Бакиров Игорь Вакильевич                               | Блок «Белая Лента — Московский Гражданский Форум — Сопротивление»                                                      |
| 11  | 27 августа       | Баласанов Андрей Евгеньевич                            | |
| 12  | 14 сентября      | Барабаш Кирилл Владимирович                            | получил отказ от националистической курии                                                                              |
| 13  | 13 сентября      | Баронова Мария Николаевна                              | Соучредитель партии «5 декабря», студент НИУ ВШЭ, социал-демократ                                                      |
| 14  | 26 августа       | Беззуб Алексей Юрьевич                                 | Предприниматель, гражданский активист, координатор РосЯма — Екатеринбург в Верх-Исетском районе                        |
| 15  | 15 сентября      | Безруких Олег Анатольевич                              | телепродюсер, общественный деятель, соорганизатор и ведущий митингов 24.12 и 04.02 в Красноярске                       |
| 17  | 16 сентября      | Бескоровайный Алексей Викторович                       | Депутат ВМО Куркино г. Москвы                                                                                          |
| 18  | 10 сентября      | Билунов Денис Борисович                                | политический аналитик, соучредитель «Партии 5 декабря», член бюро ОДД «Солидарность»                                   |
| 19  | 12 сентября      | Блиндул Алексей Валерьевич                             | Блок «Белая Лента — Московский Гражданский Форум — Сопротивление»                                                      |
| 20  | 26 августа       | Богомолов Юрий Александрович                           | Сопредседатель РО «Солидарности» и РПР-ПАРНАС, Рязань, переводчик, журналист, малый предприниматель                    |
| 21  | 4 сентября       | Брусиловский Максим Анатольевич                        | Журналист, общественный деятель, глава Движения ТСЖ                                                                    |
| 22  | 16 сентября      | Будникова Софья Владимировна                           | участница национально-освободительной борьбы в России. Русская националистка. Директор НСН                             |
| 23  | 18 сентября      | Бурашников Дмитрий Андреевич                           | Гражданский активист, историк-германист                                                                                |
| 24  | 17 сентября      | Быков Дмитрий Львович                                  | Писатель, журналист. Трижды лауреат премии Стругацких. 10 романов, 12 сборников стихов, пьесы, биографии, сказки.      |
| 25  | 15 сентября      | Быстров Андрей Сергеевич                               | Юрист, соучредитель Партии 5 декабря, участник движения «Солидарность»                                                 |
| 26  | 15 сентября      | Василенко Павел Владимирович                           | |
| 27  | 16 сентября      | Васильева Елена Борисовна                              | Председатель правления МКЦ «Забытый полк», правозащитник                                                               |
| 28  | 18 сентября      | Верзилов Петр Юрьевич                                  | активист группы Война, художник, гражданский активист, муж Надежды Толоконниковой (участницы Pussy Riot)               |
| 29  | 2 сентября       | Виноградов Сергей Николаевич                           | Теоретик. |
| 30  | 17 сентября      | Винокуров Александр Иванович                           | Предприниматель. Инвестиции в медиа (Телеканал Дождь, Slon.ru, Большой город) и здравоохранение.                       |
| 31  | 13 сентября      | Вистицкий Михаил Михайлович                            | Председатель Всероссийского Движения Ветеранов им В. А. Ачалова «ДЕСАНТ СВОБОДЫ»                                       |
| 32  | 15 сентября      | Витухновская Алина Александровна                       | Писатель, правозащитник, член Союза писателей Москвы, почетный член Русского ПЕН-клуба                                 |
| 33  | 7 сентября       | Власов Сергей Игоревич                                 | Координатор штаба помощи задержанным РосУзник                                                                          |
| 34  | 8 сентября       | Волкова Елена Ивановна                                 | Инициатор студенческой межвузовской организации «+1», член профсоюза «Учитель», сторонник КРИ                          |
| 35  | 12 сентября      | Гаврилов Андрей Игоревич                               | Гражданин Российской Федерации, юрист, представитель среднего класса.                                                  |
| 36  | 17 сентября      | Газарян Сурен Владимирович                             | Член Совета экологической вахты по Северному Кавказу, www.ewnc.org                                                     |
| 37  | 19 сентября      | Галямина Юлия Евгеньевна                               | Соучредитель Партии 5 декабря. Журналист, лингвист.                                                                    |
| 38  | 13 сентября      | Гарначук Владимир Федорович                            | Депутат Муниципального Собрания Тропарёво-Никулино, Москва                                                             |
| 39  | 15 сентября      | Гельфанд Михаил Сергеевич                              | доктор биологических наук, профессор                                                                                   |
| 40  | 14 сентября      | Глускин Владимир Александрович                         | Участник оргкомитета Партии Националистов, руководитель отдела НКД объединения Русские                                 |
| 41  | 11 сентября      | Головин Дмитрий Александрович                          | Предприниматель, общественный деятель председатель НП «Комитет 101»                                                    |
| 42  | 17 сентября      | Гонгальский Максим Брониславович                       | учёный и преподаватель МГУ, наблюдатель, волонтёр Крымска, активист движения «За Раменский парк»                       |
| 43  | 27 августа       | Горник Александр Львович                               | Предприниматель, инженер, член Пиратской партии России                                                                 |
| 44  | 19 сентября      | Городенцев Андрей Геннадьевич                          | Гражданин Российской Федерации, боксёр                                                                                 |
| 46  | 23 августа       | Гребнева Ирина Георгиевна                              | редактор и учредитель правозащитной еженедельной газеты «Арсеньевские вести» (Владивосток, С-Петербург)                |
| 47  | 14 сентября      | Гудков Геннадий Владимирович                           | Российский политик |
| 48  | 10 сентября      | Гудков Дмитрий Геннадьевич                             | Общественный и политический деятель. Депутат Госдумы 6 созыва                                                          |
| 49  | 14 сентября      | Гуляев Сергей Владимирович                             | Один из лидеров и организаторов «Маршей несогласных» и других массовых протестных акций в СПб                          |
| 50  | 11 сентября      | Давыденко Денис Вячеславович                           | Реконструктор. Ростов-на-Дону.                                                                                         |
| 51  | 19 сентября      | Давыдов Андрей Владимирович                            | Экономист, Политик, Лидер молодёжной организации партии Справедливая Россия в Санкт-Петербурге                         |
| 52  | 19 сентября      | Дегтярь Иван Васильевич                                | |
| 54  | 6 сентября       | Демидов Михаил Александрович                           | Предприниматель |
| 55  | 17 сентября      | Дергачев Вадим Александрович                           | Соучредитель общественного объединения «Белый Автозак», организатор и участник протестных акций                        |
| 56  | 17 сентября      | Дзядко Филипп Викторович                               | редактор |
| 57  | 24 августа       | Доброхотов Роман Александрович                         | член «Солидарности», активист «Мы» и «Партии 5 декабря», корреспондент Slon, преподаватель ГАУГН                       |
| 58  | 21 августа       | Доможиров Евгений Валерьевич                           | Председатель движения Вместе, депутат Законодательного собрания Вологодской области                                    |
| 59  | 24 августа       | Езеев Федор Андреевич                                  | Координатор «РосЯмы»                                                                                                   |
| 60  | 18 сентября      | Жиляев Арсений Александрович                           | художник, член Российского социалистического движения, участник «Оккупай Россия»                                       |
| 60  | 24 сентября      | Зорин Константин Игоревич                              | Член Пермского отделения Союза Борьбы за Народную Трезвость                                                            |
| 61  | 12 сентября      | Иванов Андрей Геннадьевич                              | адвокат, гражданский активист                                                                                          |
| 62  | 27 августа       | Иванов Дмитрий Сергеевич (kamikadze_d)                 | Оппозиционный видеоблогер, соучредитель Лиги избирателей                                                               |
| 63  | 18 сентября      | Илларионов Андрей Николаевич                           | экономист |
| 64  | 14 сентября      | Кара-Мурза Владимир Владимирович                       | Историк, публицист, тележурналист. Член политсовета ОДД «Солидарность» и РПР-ПАРНАС.                                   |
| 65  | 19 сентября      | Каржаева Неонила Васильевна                            | Инженер, предприниматель.                                                                                              |
| 66  | 2 сентября       | Каспаров Гарри Кимович                                 | 13-й чемпион мира по шахматам. Лидер ОГФ. Член Бюро ОДД «Солидарность»                                                 |
| 67  | 21 августа       | Кац Максим Евгеньевич                                  | Депутат муниципального Собрания Щукино, предприниматель                                                                |
| 68  | 7 сентября       | Кашин Олег Владимирович                                | Журналист |
| 71  | 15 сентября      | Козырев Олег Вилисович                                 | Сценарист, писатель, общественный деятель                                                                              |
| 72  | 18 сентября      | Колганов Антон Юрьевич                                 | Сталинист, Делократ, Активист, Сторонник легализации оружия                                                            |
| 73  | 15 сентября      | Колесников Сергей Владимирович                         | Гражданин России, учёный, предприниматель                                                                              |
| 74  | 16 сентября      | Колчинцев Вадим Валерьевич                             | Политолог. Кандидат экономических наук, MA in political science                                                        |
| 75  | 18 сентября      | Колюцкий Григорий Аркадьевич                           | Математик, политик, Научно-образовательная колонна, ШГД в Зюзино                                                       |
| 76  | 14 сентября      | Коровин Вадим Александрович                            | Гражданский активист. Основатель проектов РосАгит, Антикарусель; называет себя создателем белой ленты как символа      |
| 78  | 18 сентября      | Косякин Константин Юрьевич                             | Координатор Моссовета, активист Левого фронта                                                                          |
| 79  | 20 августа       | Крашенинников, Фёдор Геннадиевич                       | Общественный деятель, политолог, писатель, публицист, член оргкомитета партии «Народный Альянс»                        |
| 80  | 15 сентября      | Крылов Олег Анатольевич                                | Инженер по знаниям (аналитик), предприниматель                                                                         |
| 81  | 12 сентября      | Крюков Василий Анатольевич                             | Депутат ГорДумы Ижевска 4-го созыва, ныне в розыске по 282-й статье, репрессированный в 4-м поколении, РОНС            |
| 82  | 19 сентября      | Кудрявцев Федор Александрович                          | |
| 83  | 10 сентября      | Кузин Евгений Андреевич                                | активист «Наблюдателей Петербурга».                                                                                    |
| 84  | 26 августа       | Кузнецов Андрей Владимирович                           | Глава оргкомитета Национально-Демократической Партии в Санкт-Петербурге                                                |
| 85  | 14 сентября      | Курамшин Владимир Вячеславович                         | Программист. Разработчик электроники.                                                                                  |
| 86  | 16 сентября      | Лавров Андрей Валерьевич                               | Аналитик, Организатор, практик процессного управления, разработчик избирательных технологий.                           |
| 87  | 18 сентября      | Лазарева Татьяна Юрьевна                               | Телеведущая, член Попечительского совета благотворительного фонда Созидание.                                           |
| 88  | 30 августа       | Лазуренко (Северский) Артем Сергеевич                  | Консультант по рискам, выпускник Лондонской Школы Экономики (экономика и государственное управление)                   |
| 89  | 14 сентября      | Левченко Екатерина Валентиновна                        | Единый кандидат от блока «Партия прямой демократии» — «Клуб прямой демократии»                                         |
| 90  | 13 сентября      | Левшиц Николай Дмитриевич                              | Гражданский активист. Участник акций, митингов и гражданских инициатив.                                                |
| 92  | 4 сентября       | Литвинов Георгий Александрович (Артём Драгунов)        | Координатор «Зелёного Легиона России».                                                                                 |
| 92  | 21 сентября      | Лоскутов Артем Александрович                           | сибирский художник |
| 93  | 19 сентября      | Лукьянова Елена Анатольевна                            | Юрист. «Красный профессор». Член Общественной палаты РФ.                                                               |
| 95  | 17 сентября      | Ляскин Николай Николаевич                              | Руководитель предвыборного штаба Чириковой Е. С., организатор Школы наблюдателей                                       |
| 96  | 18 сентября      | Магкоева Белла Казбековна                              | Активистка Российского социалистического движения, «Комитета 6 мая», движения Occupy.Russia                            |
| 97  | 12 сентября      | Малышев Владимир Эдуардович                            | Гражданский активист                                                                                                   |
| 98  | 5 сентября       | Мальцева Анастасия Анатольевна (Анастасия Хрустальная) | Марксист. Сторонник социального равенства и социализма; Российское социалистическое движение                           |
| 99  | 18 сентября      | Марянин Игорь Сергеевич                                | |
| 100 | 17 сентября      | Матвеев Михаил Николаевич                              | лидер протестного движения Самары                                                                                      |
| 101 | 17 сентября      | Мирзоев Владимир Владимирович                          | Режиссёр театра и кино                                                                                                 |
| 102 | 17 сентября      | Митюшкина Надежда Львовна                              | Член ФПС движения «Солидарность»                                                                                       |
| 103 | 14 сентября      | Мицкевич Владислав Рудольфович                         | Экономист, политолог и общественный деятель                                                                            |
| 104 | 12 сентября      | Мокшанов Александр Александрович                       | Председатель оргкомитета политической партии «Рунет». Один из лидеров оппозиции в Удмуртии.                            |
| 105 | 7 сентября       | Моша Юрий Игоревич                                     | Политэмигрант, автор проектов PokaNePozdno.com и ZaSpravedlivost.com.                                                  |
| 106 | 14 сентября      | Мухин Юрий Игнатьевич                                  | Политик, публицист, историк, критик                                                                                    |
| 107 | 6 сентября       | Мыльникова Марина Сергеевна                            | Медик, гражданский активист.                                                                                           |
| 108 | 4 сентября       | Навальный Алексей Анатольевич                          | Юрист, общественный и политический деятель                                                                             |
| 109 | 30 августа       | Наганов Владислав Игоревич                             | Член оргкомитета партии «Народный Альянс», Председатель Правления Фонда «Конструктивный проект»                        |
| 110 | 20 августа       | Надеев Анджей Рашидович                                | Правозащитник, Вице-президент основатель Общероссийской общественной организации «Агентство дипломат»                  |
| 111 | 14 сентября      | Некрасов Дмитрий Александрович                         | Предприниматель, координатор Комитета гражданских инициатив (КГИ Алексея Кудрина) по Московской области                |
| 112 | 20 августа       | Немцов Борис Ефимович                                  | Один из лидеров демократической оппозиции, член Бюро ОДД «Солидарность»                                                |
| 113 | 17 сентября      | Ободина Стелла Юрьевна                                 | Руководитель депутатской фракции «Граждане России-против жуликов и воров!»                                             |
| 114 | 14 сентября      | Образцова Алиса Сергеевна                              | Юрист, помощник адвокатов Pussy Riot, общественный деятель                                                             |
| 115 | 17 сентября      | Овдиенко Игорь Геннадьевич                             | Предприниматель. |
| 116 | 15 сентября      | Ольшанский Леонид Дмитриевич                           | Почетный адвокат России, лауреат премии «За права человека», лидер движения «АНТИПРОИЗВОЛ»                             |
| 117 | 5 сентября       | Осенин Владимир Олегович                               | Активист Радужной ассоциации, член Либертарианской партии России.                                                      |
| 118 | 14 сентября      | Отставных Валерий Владимирович                         | Православный религиовед и журналист, блогер «Эхо Москвы», член исполкома Гражданского Совета Тулы                      |
| 119 | 10 сентября      | Павлов Владимир Георгиевич                             | Предприниматель. |
| 120 | 26 августа       | Панибратченко Андрей Валерьевич                        | Художник, гражданский активист                                                                                         |
| 121 | 18 сентября      | Пархоменко Сергей Борисович                            | Журналист и издатель. Один из заявителей и организаторов протестных акций зимой и весной 2012 года                     |
| 122 | 20 августа       | Первушин Александр Сергеевич                           | Инженер, блогер, гражданский активист, Член партии «Яблоко».                                                           |
| 123 | 16 сентября      | Петречук Лариса Леонидовна                             | Гражданская активистка, предприниматель.                                                                               |
| 124 | 23 августа       | Пионтковский Андрей Андреевич                          | Ведущий научный сотрудник Института системного анализа РАН, член бюро движения «Солидарность»                          |
| 125 | 17 сентября      | Поляков Анатолий Викторович                            | Кандидат оппозиционных сил Карелии в Координационный Совет российской оппозиции.                                       |
| 126 | 14 сентября      | Поткин (Басманов) Владимир Анатольевич                 | основатель ДПНИ, инициатор первого Русского Марша, один из руководителей Объединения Русские                           |
| 127 | 8 сентября       | Прибыловский Владимир Валерианович                     | Лидер Движения и партии «Субтропическая Россия», историк и политический аналитик.                                      |
| 128 | 17 сентября      | Прохоров (Шинфейн) Максим Геннадьевич                  | Русский националист (ЭПО «Русские»), юрист, блогер                                                                     |
| 129 | 30 августа       | Пряников Павел Николаевич                              | Евросоциалист, журналист.                                                                                              |
| 130 | 17 сентября      | Путенихин Дмитрий Викторович (Матвей Крылов)           | Журналист, художник-активист                                                                                           |
| 131 | 18 сентября      | Пушкарева Наталья Александровна                        | Аспирантка Юридического факультета МГУ, юрист                                                                          |
| 132 | 18 сентября      | Радостева Наталья Евгеньевна                           | Юрист. Экс-депутат Госсовета РК.                                                                                       |
| 133 | 26 августа       | Ренёв Денис Владимирович                               | Член Правления Приморской общественной организации «ТИГР», предприниматель, г. Владивосток                             |
| 134 | 14 сентября      | Романова Ольга Евгеньевна                              | Глава общественного движения «Русь Сидящая», публицист                                                                 |
| 135 | 20 сентября      | Романовский Владимир Геннадьевич                       | Программист, инженер, предприниматель.                                                                                 |
| 136 | 18 сентября      | Русакова Елена Леонидовна                              | Депутат Гагаринского района г. Москвы, социолог, психолог. Член Общества «Мемориал» с 1988 г.                          |
| 138 | 14 сентября      | Сайдашев Радик Ромович                                 | Гражданский активист из Всеволожска (Ленинградская область)                                                            |
| 139 | 15 сентября      | Самсонов Артём Анатольевич                             | Активист Товарищества Инициативных Граждан России ТИГР                                                                 |
| 140 | 18 сентября      | Сангаев Игорь Вячеславович                             | Учитель истории, один из организаторов «Научно-образовательной колонны» на «Марше миллионов».                          |
| 141 | 30 августа       | Семёнов Владимир Матвеевич                             | Предприниматель, преподаватель, кандидат наук, создатель методики управления качеством жизни                           |
| 142 | 12 сентября      | Семёнов Игорь Вячеславович                             | Аналитик, социальный технолог                                                                                          |
| 143 | 20 августа       | Скалаух Иван Сергеевич                                 | Журналист, блогер, правозащитник                                                                                       |
| 144 | 15 сентября      | Смирнов Сергей Сергеевич                               | Евросоциалист, журналист                                                                                               |
| 145 | 19 сентября      | Соболь Любовь Эдуардовна                               | Юрист Фонда борьбы с коррупцией, проект «РосПил», член партии «Народный Альянс»                                        |
| 146 | 17 сентября      | Собчак Ксения Анатольевна                              | Телеведущая. Общественный деятель.                                                                                     |
| 147 | 5 сентября       | Спорыхина Ульяна Викторовна                            | Гражданская активистка, оказывает помощь политзаключенным, член Русского Нац. Совета Смоленска и ЭО Русские            |
| 148 | 14 сентября      | Стариков Иван Валентинович                             | Российский политический деятель. Профессор Академии РАНХ и ГС                                                          |
| 149 | 16 сентября      | Стефанов Борис Александрович                           | Предприниматель, общественный деятель. В протестном движении с 2004 года.                                              |
| 151 | 17 сентября      | Студенова (Пелевина) Наталья Владиславовна             | Партия 5 декабря, Межд. комитет «За демократическую Россию», Фонд «Россия для всех», драматург                         |
| 152 | 24 августа       | Сухарева Татьяна Викторовна                            | Кандидат экономических наук                                                                                            |
| 153 | 14 сентября      | Сухоруков Дмитрий Владимирович                         | Замруководителя организации «Национальные Демократы», Глава отдела Комитета Действий ЭО Русские                        |
| 154 | 21 августа       | Терегулов Артур Ринатович                              | Программист, ведущий курсов программирования, представляет интересы малого бизнеса                                     |
| 155 | 12 сентября      | Удальцов Сергей Станиславович                          | Координатор движения Левый фронт, юрист, сторонник социализма                                                          |
| 156 | 18 сентября      | Удальцова Анастасия Олеговна                           | Пресс-секретарь Левого фронта                                                                                          |
| 158 | 6 сентября       | Холмогорова Наталия Леонидовна                         | Правозащитница, директор Правозащитного центра РОД, национал-демократ.                                                 |
| 159 | 17 сентября      | Чернов Дмитрий Валерьевич                              | Организатор оппозиционных акций в г. Лермонтове, и городах Юга России.                                                 |
| 160 | 2 сентября       | Чернышева Наталья Юрьевна                              | Лидер Организации народного контроля, независимый муниципальный депутат Зюзино г. Москвы, аудитор.                     |
| 161 | 15 сентября      | Чирикова Евгения Сергеевна                             | Политик, экономист, лидер Движения в защиту Химкинского леса, кандидат на должность мэра г. Химки                      |
| 162 | 10 сентября      | Чупров Алексей Геннадьевич                             | Либерал-демократ, трансгуманист, глобалист, сторонник мирного распада РФ                                               |
| 163 | 10 сентября      | Шалимова Надежда Валерьевна                            | Общественный деятель. Член оргкомитета Национально-Демократической партии. Шеф-редактор журнала «Вопросы национализма» |
| 164 | 13 сентября      | Шаргунов Сергей Александрович                          | Писатель, главный редактор интернет-издания «Свободная пресса».                                                        |
| 165 | 27 августа       | Шатов Станислав Николаевич                             | Политик, организатор движения «Светлые Силы», публицист, писатель, телеведущий Светлого ТВ.                            |
| 166 | 18 сентября      | Шац Михаил Григорьевич                                 | Продюсер, телеведущий, актёр театра и кино                                                                             |
| 167 | 15 сентября      | Шеин Олег Васильевич                                   | Писатель, социалист |
| 168 | 26 августа       | Шнейдер Михаил Яковлевич                               | Отв.секретарь ФПС «Солидарности», исп.директор РПР-ПАРНАС                                                              |
| 169 | 24 августа       | Шулипа Юрий Юрьевич                                    | Общественно-политический деятель, юрист, публицист, правозащитник                                                      |
| 170 | 14 сентября      | Щербаков Александр Вениаминович                        | Входит в Союз наблюдателей России (СОНАР), активист Группы «Сопротивление».                                            |
| 171 | 17 сентября      | Эсауленко Дмитрий Николаевич                           | Организатор оппозиционного движения «СВОБОДА» (г. Смоленск)                                                            |
| 174 | 12 сентября      | Яшин (Ясин) Игорь Геннадьевич                          | Активист движения за равные права для женщин и ЛГБТ, экоактивист, социалист.                                           |
| 175 | 12 сентября      | Яшин Илья Валерьевич                                   | Один из лидеров движения «Солидарность»                                                                                |

### Левые силы
| №  | Дата регистрации | Имя кандидата                           | Деятельность                                                                                         |
| -- | ---------------- | --------------------------------------- | --- |
| 1  | 19 сентября      | Аитова Екатерина Петровна               | |
| 2  | 20 сентября      | Андреянов Сергей Николаевич             | Секретарь Пермского крайкома КПРФ кандидат в члены ЦК КПРФ, Первый секретарь Пермского крайкома ЛКСМ |
| 3  | 15 сентября      | Будрайтскис Илья Борисович              | историк, художник, участник Российского социалистического движения                                   |
| 4  | 6 сентября       | Волкова Александра Ивановна (Женя Отто) | Сторонник КРИ                                                                                        |
| 5  | 17 сентября      | Гаскаров Алексей Владимирович           | Левый активист, участник антифашистского движения                                                    |
| 6  | 20 сентября      | Кавказский Николай Юрьевич              | левый социал-демократ (Левое социалистическое действие), ЛГБТ-активист, феминист, антиклерикал.      |
| 7  | 14 сентября      | Лебедев Константин Владимирович         | Член РКРП-РПК с 1999 г., в РСД с 2011 г. Участник протестных акций с 1999 г.                         |
| 8  | 17 сентября      | Медведев Кирилл Феликсович              | Поэт, переводчик, социалист, антифашист, участник Российского социалистического движения             |
| 9  | 11 сентября      | Николаев Александр Александрович        | |
| 10 | 19 сентября      | Палчаев Аким Нажмудинович               | Руководитель оргкомитета партии «СВОБОДА»                                                            |
| 11 | 19 сентября      | Печенев Александр Сергеевич             | координатор Левого фронта по ЦАО г. Москвы                                                           |
| 12 | 12 сентября      | Развозжаев Леонид Михайлович            | Член Совета Левого Фронта. Помощник депутат Ильи Пономарева                                          |
| 13 | 16 сентября      | Рафаилов Георгий Георгиевич             | Активист «Движения Сопротивления им. Петра Алексеева»                                                |
| 14 | 17 сентября      | Санников Максим Андреевич               | Активист ОккупайМосква. Айтишник                                                                     |
| 15 | 17 сентября      | Сахнин Алексей Викторович               | Член исполкома Левого фронта.                                                                        |
| 16 | 14 сентября      | Шалимов Роман Николаевич                | Член Совета Левого Фронта. Преподаватель Курского государственного университета (каф. госуправления) |

### Либеральные силы
| №  | Дата регистрации | Имя кандидата                  | Деятельность                                                                                         |
| -- | ---------------- | ------------------------------ | --- |
| 1  | 10 сентября      | Давидис Сергей Константинович  | Юрист. «Солидарность», Партия 5 декабря, «Мемориал», Союз солидарности с политзеками, Комитет 6 мая  |
| 2  | 5 сентября       | Долгих Антон Витальевич        | гражданин, юрист, организатор протестных акций, Комитет «За честные выборы», Союз спасения г. Кирова |
| 3  | 13 сентября      | Завесов Александр Львович      | Родился 5 октября 1971 года в городе Москве. Окончил Московкий физико-технический институт в 1995 г. |
| 4  | 14 сентября      | Залесский Александр Валерьевич | Дизайнер игр, юрист, участник «Солидарности» и Партии 5 декабря                                      |
| 5  | 8 сентября       | Каретникова Анна Георгиевна    | Правозащитник, юрист, писатель, зампред Московской ОНК, член ФПС «Солидарности», Партия «5 декабря»  |
| 6  | 12 сентября      | Пивоваров Андрей Сергеевич     | член «Гражданской ответственности», предприниматель, Санкт-Петербург                                 |
| 7  | 8 сентября       | Рыклин Александр Юрьевич       | Журналист, главный редактор интернет-издания «Ежедневный журнал».                                    |
| 8  | 4 сентября       | Тютрин Иван Иванович           | Исполнительный директор ОДД «Солидарность», член Бюро движения «Объединенный гражданский фронт».     |
| 9  | 12 сентября      | Царьков Пётр Анатольевич       | Юрист, член ФПС и сопредседатель МГО «Солидарность», организатор сообществ «За Россию без Путина»    |
| 10 | 14 сентября      | Шальнев Андрей Сергеевич       | председатель Либертарианской партии России                                                           |
| 11 | 6 сентября       | Шелков Павел Николаевич        | Геолог алмазник, Солидарность МО, сопредседатель комиссии по расследованию событий 6 мая и Крымска   |

### Националистические силы
| №  | Дата регистрации | Имя кандидата                            | Деятельность                                                                                              |
| -- | ---------------- | ---------------------------------------- | --- |
| 1  | 15 сентября      | Артёмов Игорь Владимирович               | Основатель РОНС, Депутат ЗакСоба Владимирской области 3 и 4-го созывов, русский политик-практик, к. и. н. |
| 2  | 15 сентября      | Бондарик Николай Николаевич              | Лидер Русской партии. Оргкомитет Русского Марша в СПб. Радикальный националист. Православный.             |
| 3  | 19 сентября      | Воробьев Станислав Анатольевич           | Член Политсовета ЭПО Русские                                                                              |
| 4  | 14 сентября      | Демушкин Дмитрий Николаевич              | Российский политик, общественный деятель, придерживается националистических взглядов                      |
| 5  | 19 сентября      | Дровецкий Василий Валерьевич             | Русский национал-демократ. Гражданский активист.                                                          |
| 6  | 16 сентября      | Колесников Вадим Владимирович            | |
| 7  | 10 сентября      | Константинов Даниил Ильич                | Один из организаторов и активный участник протестных акций. Арестован. Признан политзаключенным.          |
| 8  | 15 сентября      | Кралин Владлен Леонидович (Владимир Тор) | Представитель русских националистов в Оргкомитете объединенной оппозиции.                                 |
| 9  | 10 сентября      | Крылов Константин Анатольевич            | Философ, писатель, публицист, журналист, общественный и политический деятель                              |
| 10 | 15 сентября      | Поткин (Белов) Александр Анатольевич     | Председатель Наблюдательного совета Этно-политического объединения Русские, экс-председатель ДПНИ         |
| 11 | 17 сентября      | Радченко Всеволод Валерьевич             | Член оргкомитета Национально-демократической партии                                                       |
| 12 | 14 сентября      | Резчиков (Абанин) Алексей Романович      | Публицист, блогер, член оргкомитета «Национально-демократической партии»                                  |
| 13 | 27 августа       | Тюрин Андрей Владимирович                | |

### Участники, регистрация которых была отменена
| №  | Дата регистрации | Имя кандидата                 | Деятельность                                                                                           | Причина             |
| -- | ---------------- | ----------------------------- | --- | ------------------- |
| 1  | 23 августа       | Стомахин Борис Владимирович   | Независимый либеральный публицист, редактор сайта «СОПРОТИВЛЕНИЕ», бывший политзаключенный (2006—2011) | Решение Оргкомитета |
| 2  | 14 сентября      | Королев Николай Валентинович  | НС, политзаключенный, группа СПАС, председатель Ассоциации белых политзаключенных и военнопленных      | Решение Оргкомитета |
| 3  | 14 сентября      | Козлов Алексей Александрович  | Предприниматель, Гражданский активист                                                                  | Самоотвод           |
| 4  | 8 сентября       | Ким Андрей Алексеевич         | участник МММ                                                                                           | Решение ЦВК         |
| 5  | 4 сентября       | Линдэле Данила Андреевич      | Гражданский активист, пресс-секретарь депутата Госдумы Ильи Пономарева                                 | Самоотвод           |
| 6  | 14 сентября      | Делягин Михаил Геннадьевич    | Экономист. Член Изборского и Валдайского клубов                                                        | Самоотвод           |
| 7  | 23 августа       | Готсданкер Алексей Сергеевич  | Руководитель группы «За порядок в ЖКХ», менеджер проектов, специалист по управлению изменениями        | Самоотвод           |
| 8  | 19 сентября      | Беляев, Николай Александрович | Координатор «Лиги избирателей», гражданский активист                                                   | Самоотвод           |
| 9  | 17 сентября      | Ясина Ирина Евгеньевна        | Экономист, публицист, правозащитник                                                                    | Самоотвод           |
| 10 | 18 сентября      | Улицкая Людмила Евгеньевна    | Писатель, общественный деятель                                                                         | Самоотвод           |

### Участники, которые заявили о самоотводе после изготовления бюллетеней в окончательном виде
В последний момент перед выборами о своем самоотводе заявили кандидаты Пономарев, Савостин, Лурье.
Заявления от Пономарева и Савостина поступили по электронной почте утром в пятницу, когда бюллетени были уже изготовлены в окончательном виде и синхронизированы с площадками для голосования. Заявления от Лурье не поступало в ЦВК вообще. Как и на обычных выборах (где изменения в бюллетень перестают вноситься, как правило, за 5 дней до дня голосования), ЦВК не стали вычеркивать этих кандидатов из списка. Если по итогам голосования один из этих кандидатов будет избран в КС, он сможет передать свой мандат следующему по списку из непрошедших.
| № | Дата регистрации | Имя кандидата                   | Деятельность                                                                            | Причина   |
| - | ---------------- | ------------------------------- | --------------------------------------------------------------------------------------- | --------- |
| 1 | 21 сентября      | Пономарев Илья Владимирович     | депутат Госдумы РФ (Справедливая Россия), один из создателей Левого Фронта              | Самоотвод |
| 2 | 11 сентября      | Савостин Михаил Олегович        | Председатель общественного движения «Вече МВ» г. Минеральные Воды                       | Самоотвод |
| 3 | 26 августа       | Лурье Олег Анатольевич          | Независимый журналист, Расследования фактов коррупции, права осужденных и заключенных   | Самоотвод |
| 4 | 4 сентября       | Янкаускас Константин Стасисович | Экономист, депутат муниципального собрания района Зюзино, соучредитель Партии 5 декабря | Самоотвод |

### Участники, которым было отказано в регистрации
| №    | Дата отказа | Имя кандидата                          | Причина     |
| ---- | ----------- | -------------------------------------- | ----------- |
| 1    | 07 сентября | Марцинкевич Максим Сергеевич           | Решение ЦВК |
| 2-64 | 20 сентября | Группа из 63 кандидатов из системы МММ | Решение ЦВК |
| 65   | 21 сентября | Алексеева Р. Ю.                        | Решение ЦВК |
| 66   | 21 сентября | Чувилина Д. А.                         | Решение ЦВК |

## Хронология выборов

### Сентябрь 2012 года
Организаторы отказались регистрировать Максима «Тесака» Марцинкевича

### Октябрь 2012 года
16 октября Людмила Улицкая и Ирина Ясина сняли свои кандидатуры, посчитав, что есть «значительное количество активных, мотивированных, знающих молодых людей, работа которых в Координационном Совете принесет существенно больше пользы». При этом они отметили, что полностью поддерживают идею выборов в КС.
16 октября Сергей Мавроди заявил в интервью о массовой регистрации членов МММ в качестве избирателей КС и о планах «получить весь совет». По словам председателя Центрального выборного комитета Леонида Волкова, в этот день зарегистрировались около 18 тысяч участников МММ. Волков заявил, что ЦВК сделает все для того, чтобы как можно меньшее число их смогло принять участие в голосовании". В дальнейшем, при подсчете голосов, участники МММ, голосовавшие по «списку Мавроди», были исключены из окончательного подсчета голосов.
17 октября стало известно о возбуждении уголовного дела по заявлению 64 кандидатов против «неустановленного лица», «завладевшего их денежными средствами, причинив каждому материальный ущерб в сумме 10 тыс. руб». Согласно сообщению в журнале «Сноб», заявители — «адепты Сергея Мавроди из МММ, которым отказали в регистрации кандидатами, а деньги до них пока не дошли, потому что они все никак не могут предоставить реквизиты счета для возвращения средств.» Согласно сообщению Росбалта, деятельностью по срыву выборов в координационный совет оппозиции Мавроди занимался в интересах российских властей.
18 октября снял свою кандидатуру депутат Госдумы Илья Пономарёв. Он объяснил свой шаг тем, что его предложение о переносе выборов на декабрь для большего участия регионов в голосовании не было поддержано, а также тем, что малоизвестные кандидаты поставлены в неравное положение. При этом Пономарёв заявил о поддержке идеи выборов и призвал всех к участию в голосовании.
19 октября о снятии своей кандидатуры с выборов заявил Олег Лурье. Своё решение он объяснил ангажированностью ЦВК и, как следствие, многочисленными фальсификациями в пользу определённых кандидатов «подтверждающими то, что выборов в КС, как таковых не будет. А будет лишь оглашение необходимого организаторам „списка Навального“». По словам Лурье, «все это сделано для того, чтобы группа из 30 человек (Навальный и назначенные им персоны) составила 100 % общегражданского списка КС, и тем самым легализовалась, как представители всероссийских оппозиционных масс».
За день до завершения голосования Олег Лурье опубликовал «список Навального» (перечень тех, кого ЦВК, по мнению Лурье, проведёт в Координационный совет оппозиции). Из 30 кандидатов, названных Лурье, 28 прошли в Координационный совет.

## Основные даты выборов
- 20 августа 2012 — начало регистрации кандидатов.
- 27 августа 2012 — начало регистрации Региональных выборных комитетов, которые занимались регистрацией избирателей в регионах, а также непосредственным проведением голосования на участках.
- 10 сентября 2012 — начало регистрации избирателей.
- 15 сентября 2012 — окончание регистрации кандидатов и приема заявок на создание электронных избирательных участков.
- 25 сентября 2012 — последний день публичного тестирования электронных площадок, включавшее в себя также «пробные» голосования.
- 1—6 октября 2012 — первый круг дебатов кандидатов на телеканале «Дождь»[29].
- 15 октября 2012 — окончание приема ЦВК заявлений для создания избирательный участков.
- 18 октября 2012 — окончание регистрации избирателей (однако верификация уже зарегистрированных избирателей продолжалась до конца голосования)[30].
- 20—22 октября 2012 — голосование, до 22 октября 20.00 по московскому времени (дата окончания голосования была перенесена на один день из-за кибератак сайтов голосования)[31].

## Предвыборные дебаты
Предвыборные дебаты кандидатов проходили на телеканале «Дождь» с 1 по 19 октября 2012 г. Квалификационный раунд дебатов — с 1 по 6 октября. Полуфинал — с 8 по 12 октября. Финальный раунд — с 15 по 19 октября. Победителей дебатов выбирали избиратели, зарегистрированные и прошедшие процедуру подтверждения личности на сайте http://cvk2012.org.

### Квалификационный раунд
В квалификационном раунде приняли участие все 216 кандидатов в Координационный Совет.

### Полуфинал
В полуфинальном раунде участвовали уже 60 кандидатов, выбранных по итогам голосования.
Зарегистрированные на http://cvk2012.org избиратели выбрали 54 из них, а ещё 6 были определены по результатам голосования на сайте «Дождя».

## Конкурс эссе кандидатов
Параллельно с дебатами велся конкурс политических эссе кандидатов. Работы публиковались анонимно, фамилии авторов раскрывались после голосования. В первом туре принимало участие 86 кандидатов с работами на тему «Основные цели, задачи и формат работы Координационного совета». По итогам 50 лучших работ вышли во второй тур, где кандидаты писали эссе на тему «Основные контуры политической реформы постпутинской России», из которого было выбрано 20 лучших работ, вышедших в третий тур (финал).
Финалистам было предложено написать работу на свободную тему. В итоге первое место в финале конкурса занял Михаил Матвеев из Самары с работой, посвященной местному самоуправлению, второе место заняла Елена Русакова из Москвы (с эссе также про местное самоуправление), третье место занял Александр Горник из Москвы (работа про образование).

## Результаты
Результаты выборов были объявлены через час после завершения голосования в прямом эфире телеканала «Дождь».
Общегражданский список
| №  | ФИО                              | число голосов |
| -- | -------------------------------- | ------------- |
| 1  | Навальный Алексей Анатольевич    | 43723         |
| 2  | Быков Дмитрий Львович            | 38520         |
| 3  | Каспаров Гарри Кимович           | 33849         |
| 4  | Собчак Ксения Анатольевна        | 32529         |
| 5  | Яшин Илья Валерьевич             | 32478         |
| 6  | Гельфанд Михаил Сергеевич        | 32260         |
| 7  | Чирикова Евгения Сергеевна       | 32221         |
| 8  | Шац Михаил Григорьевич           | 30580         |
| 9  | Ашурков Владимир Львович         | 28754         |
| 10 | Гудков Дмитрий Геннадьевич       | 28708         |
| 11 | Лазарева Татьяна Юрьевна         | 28707         |
| 12 | Пархоменко Сергей Борисович      | 27434         |
| 13 | Дзядко Филипп Викторович         | 27122         |
| 14 | Гудков Геннадий Владимирович     | 26973         |
| 15 | Соболь, Любовь Эдуардовна        | 25270         |
| 16 | Немцов Борис Ефимович            | 24623         |
| 17 | Романова Ольга Евгеньевна        | 23318         |
| 18 | Кашин Олег Владимирович          | 22496         |
| 19 | Илларионов Андрей Николаевич     | 22445         |
| 20 | Удальцов Сергей Станиславович    | 21424         |
| 21 | Кара-Мурза Владимир Владимирович | 20845         |
| 22 | Адагамов Рустем Ринатович        | 20813         |
| 23 | Винокуров Александр Иванович     | 20382         |
| 24 | Кац Максим Евгеньевич            | 19770         |
| 25 | Газарян Сурен Владимирович       | 18986         |
| 26 | Албуров Георгий Валентинович     | 18844         |
| 27 | Пионтковский Андрей Андреевич    | 17662         |
| 28 | Мирзоев Владимир Владимирович    | 16026         |
| 29 | Шеин Олег Васильевич             | 15744         |
| 30 | Наганов Владислав Игоревич       | 15541         |

Левые силы
| № | ФИО                              | число голосов |
| - | -------------------------------- | ------------- |
| 1 | Гаскаров Алексей Владимирович    | 22935         |
| 2 | Аитова Екатерина Петровна        | 22921         |
| 3 | Николаев Александр Александрович | 14632         |
| 4 | Палчаев Аким Нажмудинович        | 13720         |
| 5 | Развозжаев Леонид Михайлович     | 12760         |

Либеральные силы
| № | ФИО                           | число голосов |
| - | ----------------------------- | ------------- |
| 1 | Давидис Сергей Константинович | 27216         |
| 2 | Пивоваров Андрей Сергеевич    | 23314         |
| 3 | Долгих Антон Витальевич       | 21164         |
| 4 | Каретникова Анна Георгиевна   | 19174         |
| 5 | Царьков Пётр Анатольевич      | 17729         |

Националистические силы
| № | ФИО                                      | число голосов |
| - | ---------------------------------------- | ------------- |
| 1 | Константинов Даниил Ильич                | 21433         |
| 2 | Артёмов Игорь Владимирович               | 17393         |
| 3 | Бондарик Николай Николаевич              | 16800         |
| 4 | Крылов Константин Анатольевич            | 15895         |
| 5 | Кралин Владлен Леонидович (Владимир Тор) | 10593         |

## Официальные публикации
24 октября 2012 года технический аудитор выборов от «курии националистов» Сергей Нестерович опубликовал свой отчет, в котором, в частности, отметил: «Сравнительно с официальной системой выборов в России, в том числе с её технической компонентой — ГАС Выборы, система построенная ЦВК продемонстрировала намного бо́льшую степень технической состоятельности и открытости».

## Освещение выборов в СМИ
О выборах опубликованы статьи в ряде крупных российских СМИ, в том числе: Lenta.ru, Газета.Ru, «Эхо Москвы», «Дождь», «Коммерсант», «Ведомости», «Новая газета».
Государственные федеральные телеканалы («Первый канал», Россия-1, НТВ) отрицательно оценивали характер и значимость выбираемого органа. 21 октября 2012 года в программе «Воскресное время» вышел сюжет Антона Верницкого о выборах в координационный совет оппозиции, в рамках которого был показан разговор с Евгением Гришковцом, в котором он раскритиковал оппозиционеров. 22 октября на своём сайте писатель заявил о том, что не давал никакого интервью Первому каналу. Его слова были взяты из записи беседы с корреспондентом екатеринбургского интернет-портала, и вырваны из контекста.

### Реакция руководства страны и политиков
Некоторые члены руководства партии Единая Россия раскритиковали выборы.
Сопредседатель партии РПР-ПАРНАС Владимир Рыжков не стал выдвигать свою кандидатуру на выборы в КС. К выборам он отнёсся в целом нейтрально. Недостатки выборов в КС, по мнению Рыжкова: 1) не происходит расширения социальной базы; 2) не удалось сохранить широкую коалицию, которая была заявлена в декабре 2011 года (не участвуют «Яблоко», КПРФ, партия Прохорова, группа Кудрина и др.); 3) выборы виртуальные, а поэтому они не дают легитимности.
По словам председателя партии «Яблоко» Сергея Митрохина, этот проект очень интересный, но «Яблоко» в нём участия не принимает, поскольку у «Яблока» другая стратегия. «Стратегия „Яблока“ состоит в том, что надо участвовать в тех выборах, которые сегодня есть, иногда только по названию, вот в этих самых нечестных фальсифицированных выборах и пытаться сделать их честными и прозрачными». В «виртуальных выборах», как назвал Митрохин выборы в КС, «Яблоко» не участвует. Кроме того, по решению съезда, «Яблоко» не может принимать участие в структурах, где есть левые радикалы и националисты.
Второй Форум левых сил принял резолюцию о бойкоте выборов в КС. Сергей Удальцов, Илья Пономарев и Илья Будрайтскис, призывавшие левых к участию в выборах, оказались в меньшинстве.
После объявления результатов голосования депутат Госдумы от «Справедливой России» Илья Пономарёв, не прошедший в КС (накануне выборов он пожелал снять свою кандидатуру), заявил, что «единая оппозиция перестала существовать». По его мнению, появилась «новая политическая либеральная партия — КС».

### Оценки политологов
Политолог Александр Кынев так отозвался о результате выборов: «Слишком московский и тусовочный характер Координационного совета оппозиции является очевидной имиджевой проблемой. Фактически в избранном КСО состоят примерно те же люди, которые организовывали московские протестные акции последнего года».
Политолог Дмитрий Орешкин отметил, что абсолютное большинство в Совете получили европейски ориентированные демократы. Он подчеркнул важность выборов в КС как одного из немногих вариантов мирного выхода России из тупика и необходимость новой, отдельной легитимности, не зависящей от Путина.